# Mănăstirea Sfinții Trei Ierarhi din Iași
Mănăstirea Sfinții Trei Ierarhi din Iași este un monument de arhitectură de valoare din România (cod LMI IS-II-a-A-04076) fiind situată în centrul tradițional al Iașului, pe Bulevardul Ștefan cel Mare și Sfânt (fosta Ulița Mare). Biserica Trisfetitelor a fost ridicată de către voievodul Vasile Lupu, între anii 1637-1639, ca necropolă domnească, reflectând aspirația ctitorului spre lumea bizantină, combinând structuri și forme tradiționale cu materiale prețioase și o decorație fastuoasă.

## Hram
Gravată în piatră pe fața sudică a bisericii Trei Ierarhi , inscripția votivă ne lasă să citim: "...am ridicat acestă ctitorie în numele celor trei sfinți: Vasile cel Mare, Grigore Teologul, Ioan Gură de Aur și a fost sfințită în luna mai, ziua a șasea, a anului 7147 (1639) de mitropolitul Varlaam...". Dintr-o dată, hramul folosit situează edificiul într-o lume care a fost aceea a Sfinților Părinți ai Bisericii, apărători ai dogmelor niceene, aureolați de cunoaștere și renumiți pentru zelul lor. Dacă atunci, în acel frământat al IV-lea secol creștin, cei trei teologi luptaseră pentru a salva unitatea bisericii, iată cum constructorii bisericii ce le poartă numele au reușit douăsprezece secole și jumătate mai târziu să contopească numeroase influențe din lumi distincte într-un singur monument, legat structural tradiției locului. Spațiul ecleziastic astfel constituit și-a câștigat un loc de prim rang în arta românească, în istoria poporului, a țării și în Biserica Ortodoxă. El reușește să ilustreze o perioadă istorică semnificativă cu confluențe benefice și este reprezentativă pentru spiritul creator al unei societăți care, prin realizările ei artistice, e unică.

## Ctitorie

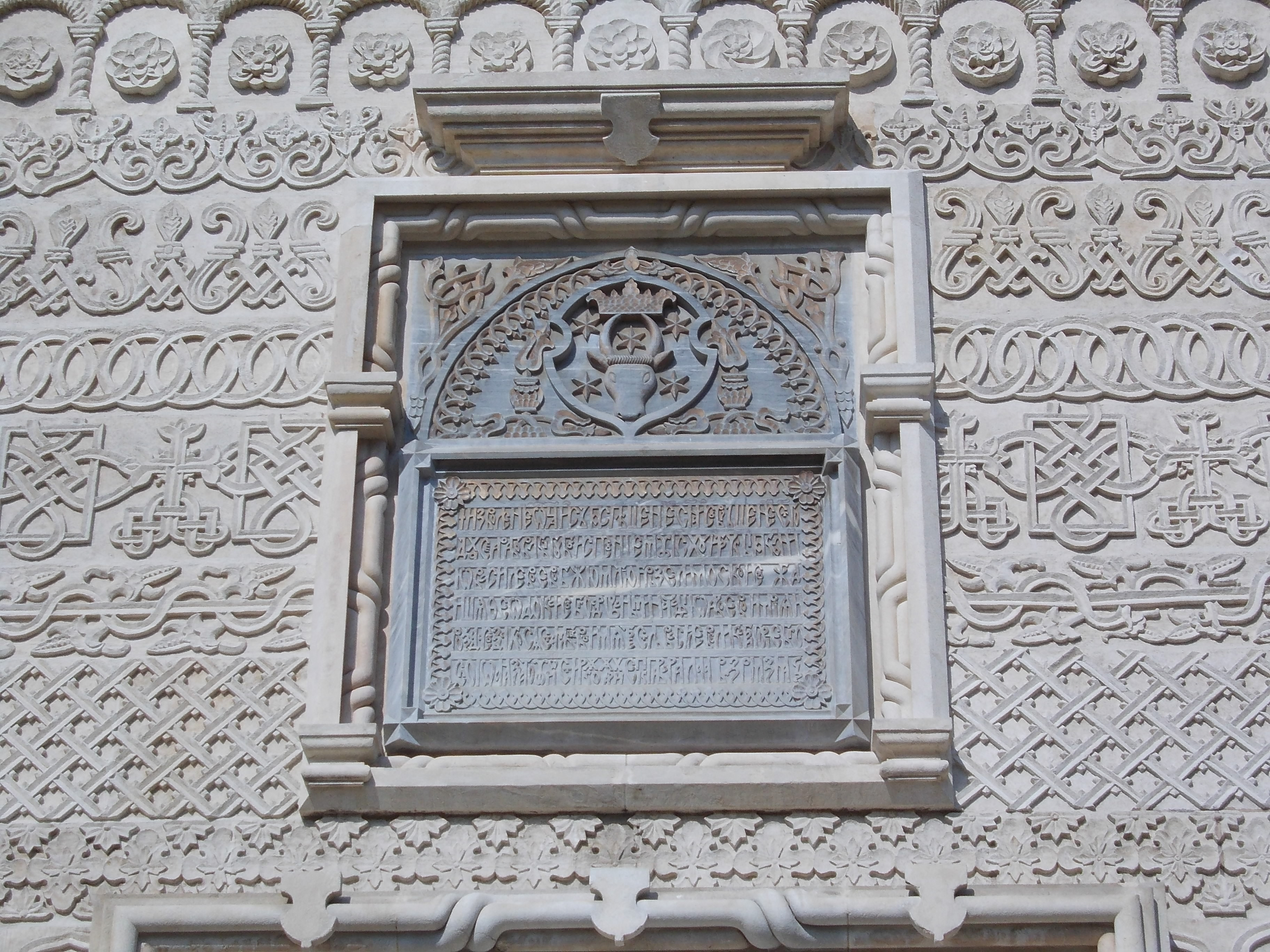
Detaliu

Ctitorul acestui monument singular, construit între anii 1637-1639, este credinciosul domn al Moldovei Vasile Lupu, una din figurile cele mai importante ale istoriei române, apărător recunoscut al Bisericii Ortodoxe. În timpul primilor ani ai domniei sale, când Patriarhia de Constantinopol se găsea într-o situație critică - strivită de datorii, dominată de intrigi și lovită de dezordini -, Vasile Lupu intervine și încearcă să restabilească lucrurile; de asemenea mai târziu el va achita datoriile Sfântului Mormânt și pe cele ale mănăstirilor de pe Muntele Athos și va face numeroase donații ca inițiator al unor opere de cult și caritate creștin-ortodoxe în Polonia, Bulgaria și Grecia.
Remarcabilă mărturie a măreției domnului, biserica Trei Ierarhi se ridică în inima Iașului, pe actualul bulevard Ștefan cel Mare și Sfânt, înconjurată încă de la început de bisericile Sfântul Nicolae, Sfântul Sava, Golia și Barnovschi, cărora li s-au adăugat succesiv alte monumente religioase și laice, atrase - am putea spune - de centrul tradițional, de locul pe care istoria l-a înnobilat.
Impresionantă, făcută parcă pentru ''a lăsa uimit'' sufletul contemporanilor, construcția răspunde dorinței de fast a ctitorului său despre care Nicolae Iorga spunea că "încă de a doua zi după urcarea pe tron și-a luat numele de Vasile și a pătruns în visul bizantin". Și, într-adevăr, biserica Trei Ierarhi din Iași reflectă aspirația spre această lume minunată a Bizanțului, combinând structuri și forme tradiționale cu materiale prețioase și o decorație fastuoasă.

## Arhitectura

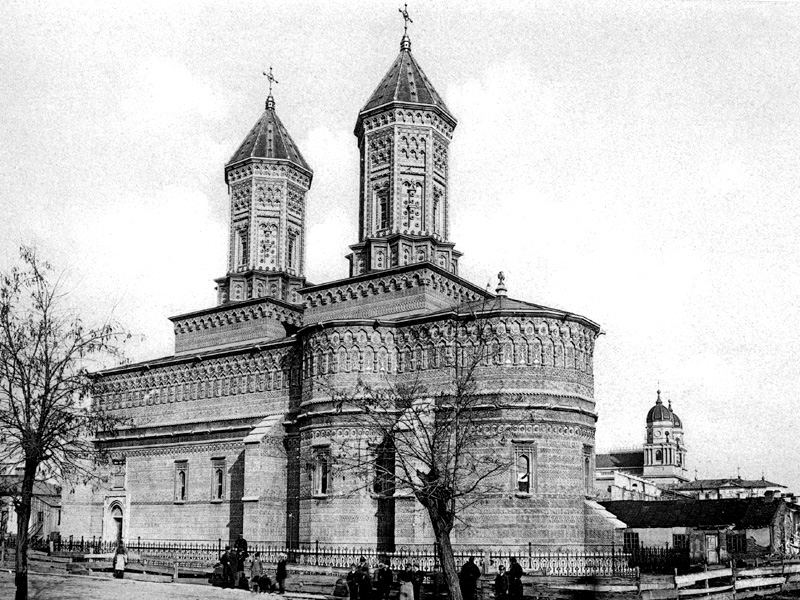
Biserica trei Ierarhi

După cum rezultă și din studiul alcătuit de Gheorghe Balș, monumentul respectă în linii mari planul bisericilor moldovenești din secolul al XVI-lea - un plan triconic influențat de biserica Galata, având totuși o turlă suplimentară deasupra pronaosului. Bolta, respectând ingeniosul sistem moldovenesc de construcție al bolților, cuprinde două registre suprapuse de patru și respectiv opt arce de boltă dispuse oblic și care, împreună cu pandantivele de deasupra lor, reușesc să reducă diametrul clopotniței. În exterior, pe fațade, aranjarea elementelor decorative ne amintește de biserica mănăstirii Dragomirna (Moldova 1606-1609) și împărțirea paramentului cu ajutorul unei centuri întâlnită la mănăstirile din Muntenia. Influența goticului transilvan este vizibilă în multe locuri: la contraforturi, la armătura de piatră a ferestrelor, la profilul ușilor, chenarele cu baghete și arce în acoladă.
Ceea ce imprimă edificiului un caracter particular și o așază între cele mai originale creații ale artei moldovenești, este contrastul armonios dintre formele arhitecturale bine reliefate și proporționate, și decorațiile sculptate care îmbracă precum o dantelă toată suprafața celor patru fațade, inclusiv contraforturile și arhivoltele de pe laturi și de la baza clopotnițelor". Ornamentațiile sunt din cele mai variate: nișe adânci cu arcade fasciculate conform modelelor orientale, colonete ca ale bisericilor rusești, vase persane din care se ridică ramuri înflorite, motive geometrice întâlnite și în Georgia și Armenia, paramentul împărțit de o centură în formă de sfoară răsucită încadrată de două benzi de marmură decorate în stil renascentist sau baroc. Toate acestea se aranjează într-o unitate căreia lumina pare să-i dea viață. În plus subliniată printr-o colorare lazurit pusă în evidență prin aurire, această decorație contribuie din plin la celebritatea pe care biserica Trei Ierarhi și-a câștigat-o încă de la construcția sa. Pictura a fost realizată de cei mai vestiți meșteri: Sidov Pospeev, Iacob Gavrilov, împreună cu pictorii moldoveni Nicolae Zugravu cel Bătrân și Ștefan.
Paul de Alep, arhidiacon al Antiohiei care l-a însoțit pe patriarhul Macarie al III-lea al Antiohiei⁠(d) în călătoria acestuia prin Principatele Române, în secolul al XVI-lea, după ce a examinat cu mare atenție edificiul, și-a exprimat întregul său entuziasm în cartea sa Călătorii, scrisă în arabă și publicată la București în 1900 în traducere românească.

## Istoric

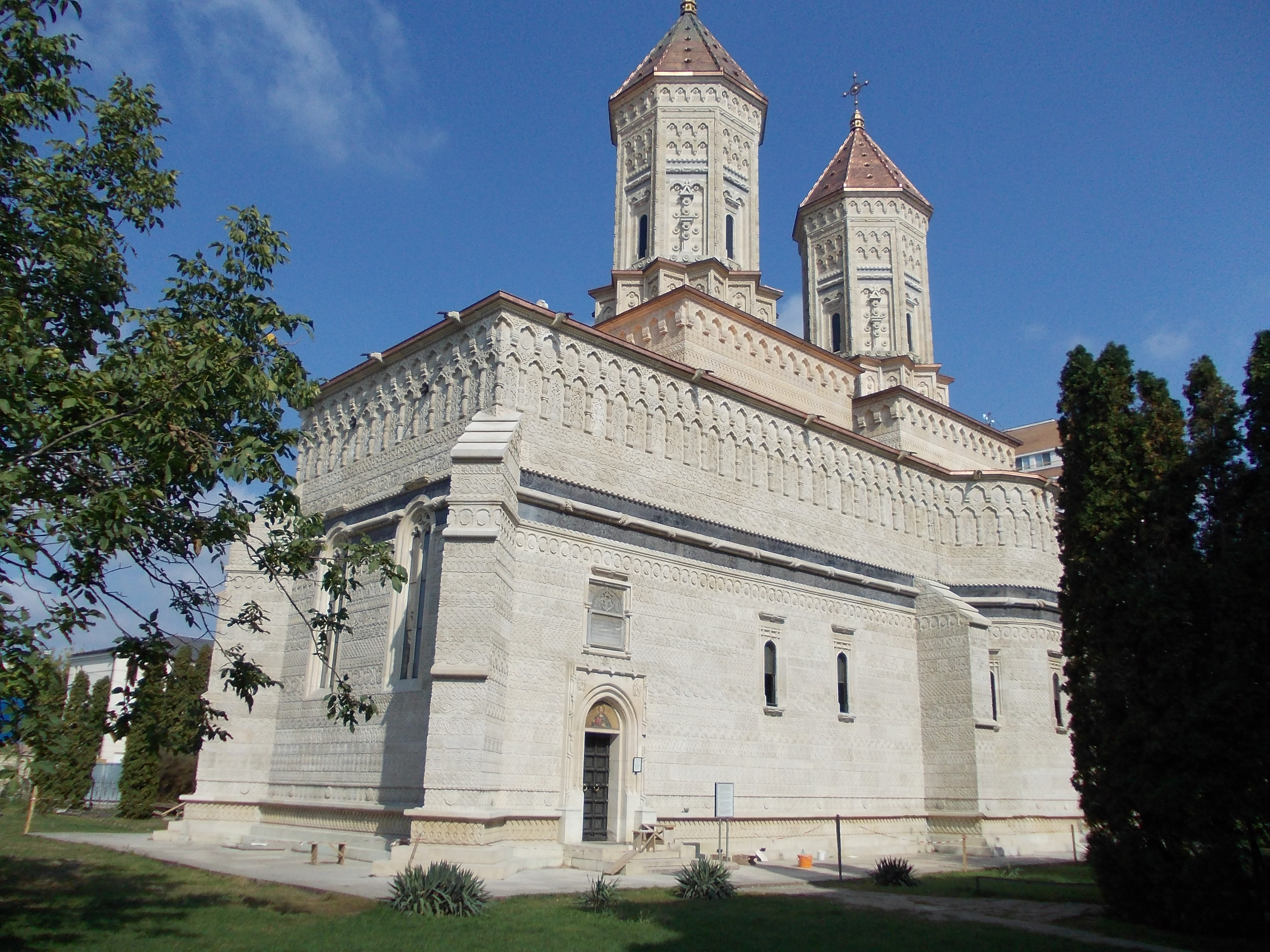
Biserica

În biserică au fost aduse în iunie 1641, moaștele Sfintei Parascheva, trimise de patriarhia și sinodul de la Constantinopol în semn de recunoștință pentru acțiunile și donațiile generoase ale domnitorului Vasile Lupu. Racla cu cinstitele moaște a fost transportată cu o corabie pe Marea Neagră, fiind însoțită de trei mitropoliți greci: Ioanichie al Heracleei, Partenie al Adrianopolului și Teofan al Paleopatrei. Ajungând la Galați, apoi la Iași, au fost întâmpinate de Vasile Vodă Lupu, de mitropolitul Varlaam și de episcopii de Roman și Huși, de cler și credincioși. În ziua de 13 iunie 1641, moaștele au fost așezate în biserica mănăstirii Sfinții Trei Ierarhi. Moaștele Cuvioasei Parascheva au fost strămutate în Catedrala Mitropolitană din Iași după sfințirea acesteia la 23 aprilie 1887.
Jefuită și arsă de năvălitorii din Est (1650) și din Nord (1686), zguduită de cutremure (1711, 1781, 1795, 1802) biserica va fi restaurată între anii 1882 - 1887 (arhitectura) iar pictura și amenajarea interiorului a durat până în anul 1898, resființirea lăcașului făcându-se în anul 1904. Alături de ctitori, la Trei Ierarhi își dorm somnul de veci cărturarul voievod pribeag Dimitrie Cantemir (1710-1711) și primul domnitor al României, Alexandru Ioan Cuza (1859-1866).
În curtea bisericii a fost construită o mănăstire din care azi se mai poate vedea clădirea cu Sala Gotică, vechea Schola Basiliana, mărturie a bogăției vieții culturale din acea epocă. Tipografia ce a fost instalată aici, a cărei presă tipografică a fost adusă de la Kiev datorată ajutorului mitropolitului mitropolitul Petru Movilă, a fost condusă de starețul mănăstirii și director al școlii nou deschise, călugărul Sofronie. Aici a apărut prima lucrare tipărită (în limba greacă) din Moldova și, anul următor, celebra Cazanie a mitropolitului Varlaam.

## Date importante din istoria bisericii
Sinodul interortodox de la Iași din 1642 (ale cărui lucrări s-au desfășurat în fosta trapeză a Mănăstirii „Sf. Trei Ierarhi“, cunoscută astăzi ca Sala Gotică), care a adoptat celebra Mărturisire de credință ortodoxă și anul 1645 când a fost uns patriarhul Paisie al Ierusalimului fost stareț la Mănăstirea Galata. 
În ianuarie 1993, lucrările simpozionului desfășurat la Iași sub egida Comisiei Naționale a României pentru UNESCO, primăria orașului Iași, consiliul local și Mitropolia Moldovei și Bucovinei au scos la lumină rezultatele a numeroase studii specializate privind starea și nevoile construcției precum și interesul manifestat de autorități pentru conservarea și punerea în valoare a edificiului. Din 1997, în incinta mănăstirii a fost dezvelit bustul lui Mihai Eminescu care a locuit o vreme aici. După ce a funcționat pentru o lungă perioadă de timp exclusiv ca biserică, în anul 1991 mănăstirea Sfinții Trei Ierarhi a fost reînființată.
Cu ocazia lucrărilor de restaurare datorate arhitectului André Lecomte du Nouy între anii 1882-1890, biserica Trei Ierarhi și-a văzut distrusă pictura interioară originală. Anumite intervenții controversate au marcat atunci o etapă caracteristică în procesul restaurărilor în România, animată de acțiuni și dezbateri publice, de o luptă de opinii între intelectualii epocii și mediile oficiale, care au condus în final la afirmarea câtorva principii corecte privind protecția și restaurarea monumentelor istorice. Fără a putea fi totuși egalată, principala ctitorie a lui Vasile Lupu a fost folosită ca sursă de inspirație pentru construcția și decorarea bisericii din marele ansamblu arhitectural al mănăstirii de la Cetățuia (1669-1672) în imediata apropiere a Iașului precum și a bisericii mănăstirești de la Putna.
Azi, mănăstirea Trei Ierarhi are aproape de 380 de ani. Ea reprezintă un monument inconfundabil, care păstrează toată puterea tradiției. Patina timpului care estompează azi strălucirea decorației de altădată îi împrumută în schimb sobrietatea vârstei. Linia zveltă a siluetei sale și ornamentele dispuse în rânduri orizontale animă întreaga mănăstire. Dacă, după cum Anton Dumitru o amintește în a sa "Carte a întâlnirilor admirabile", Paideuma reprezintă în greacă 'cel care este cult', dar înseamnă și ''locul unde se învață'', ''locul unde se întâmplă ceva'', atunci, un astfel de loc este cel de la Trei Ierarhi din Iași deoarece el arată din plin în ce măsură se pot combina și coexista influențe provenind din culturi atât de variate cu condiția ca ele să găsească o înțelegere perfectă, într-o ambianță de sărbătoare, alături de o gazdă primitoare.

## Imagini

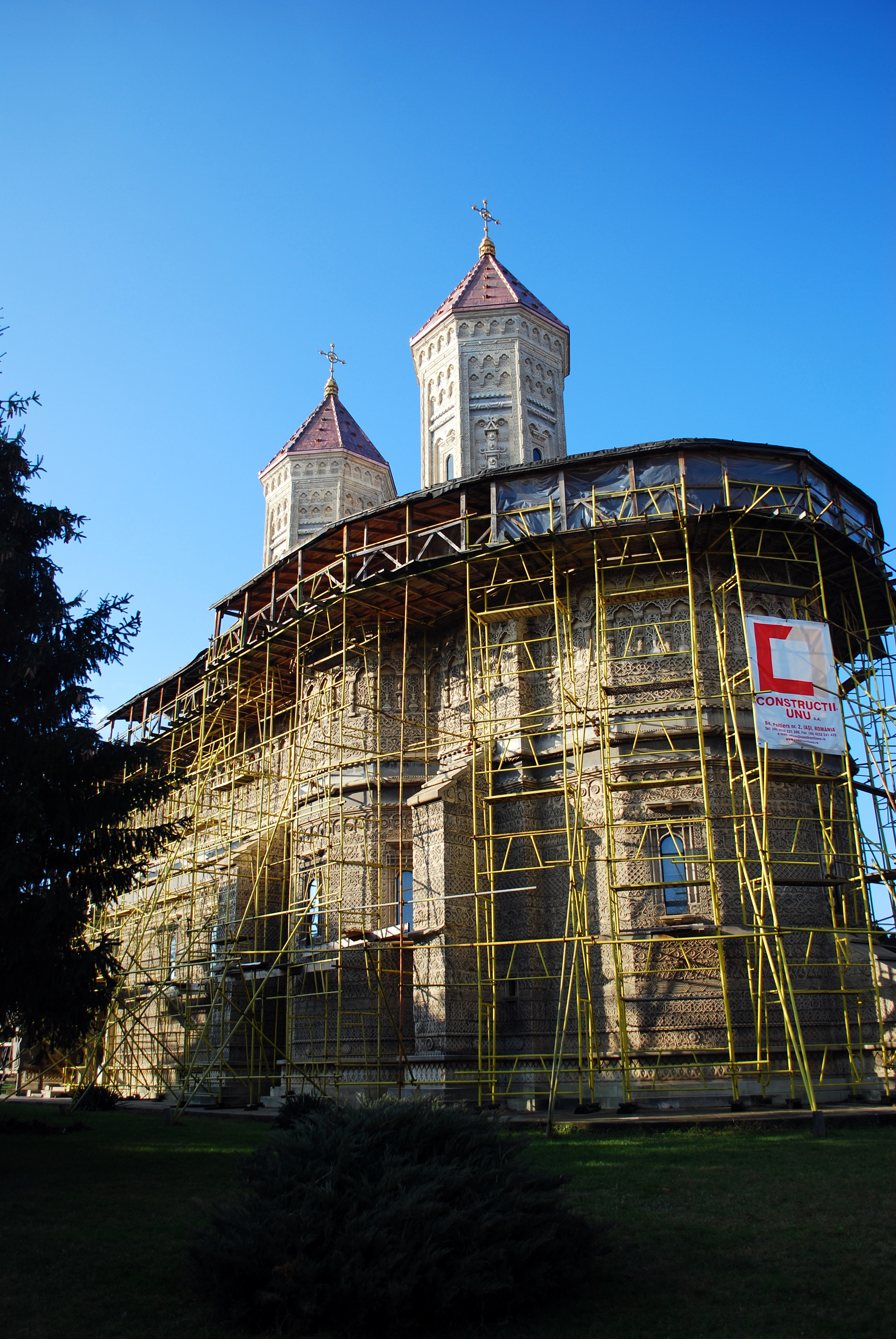
Biserica Trei Ierarhi din Iași
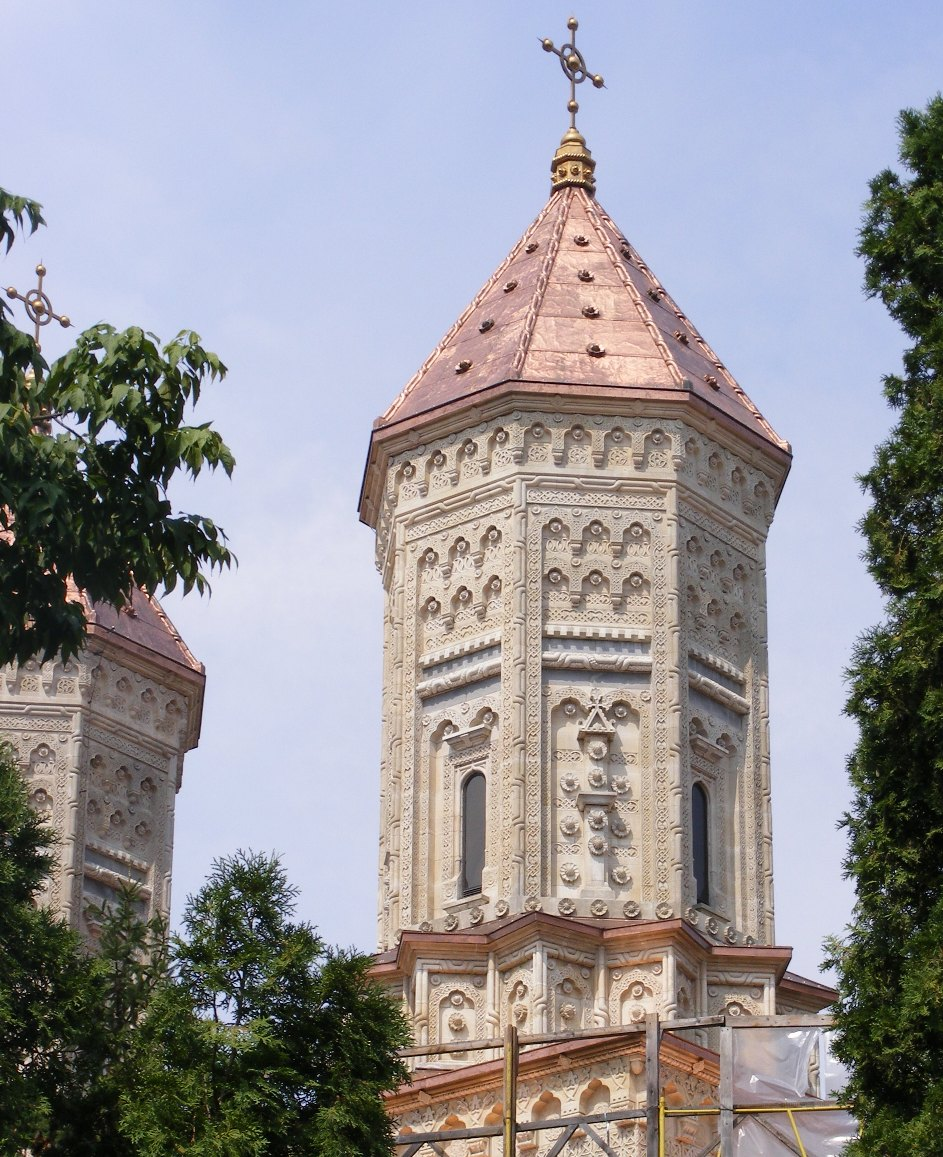
Turla bisericii "Trei Ierarhi" din Iași (2009)
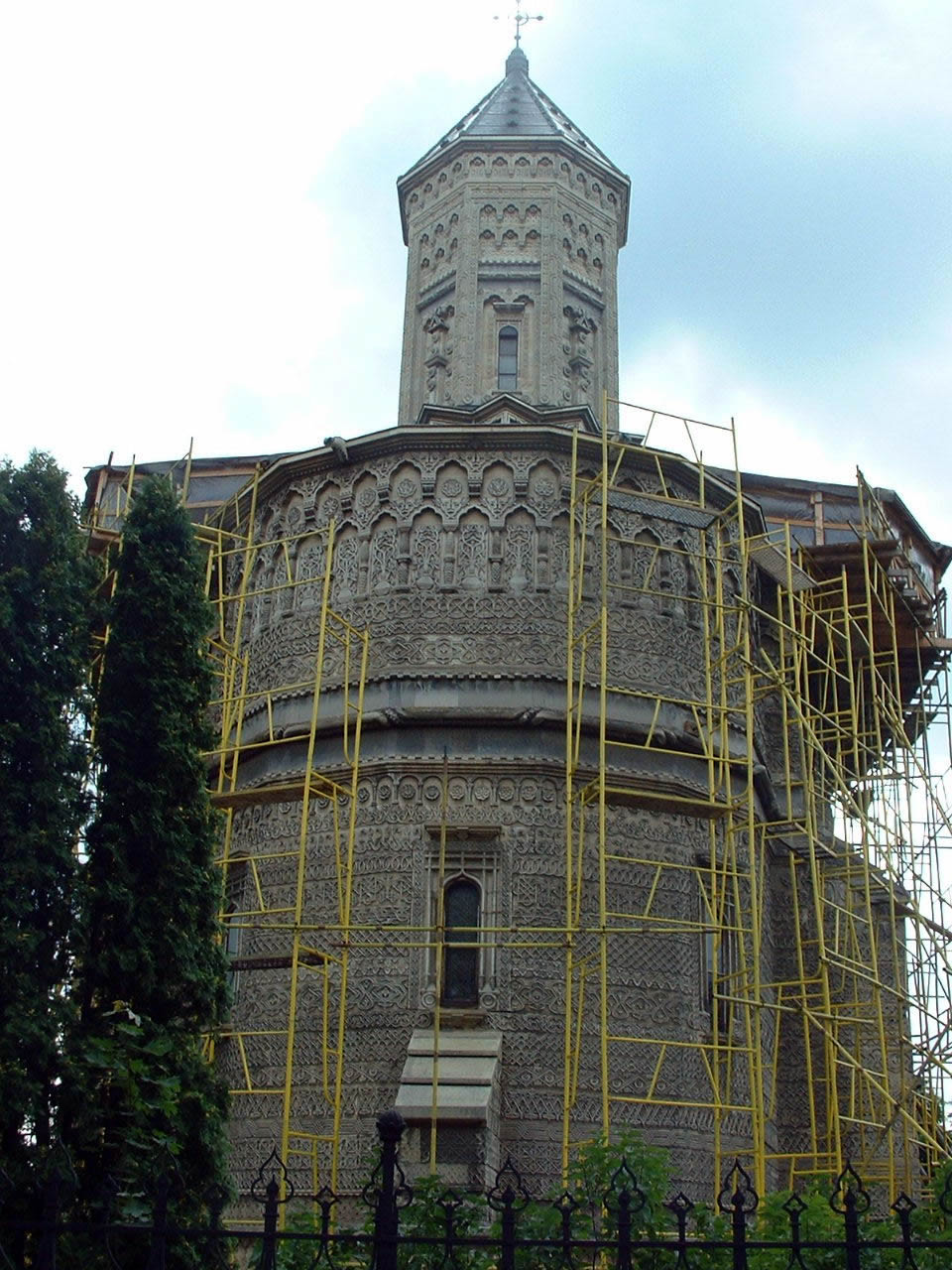
Biserica Trei Ierarhi
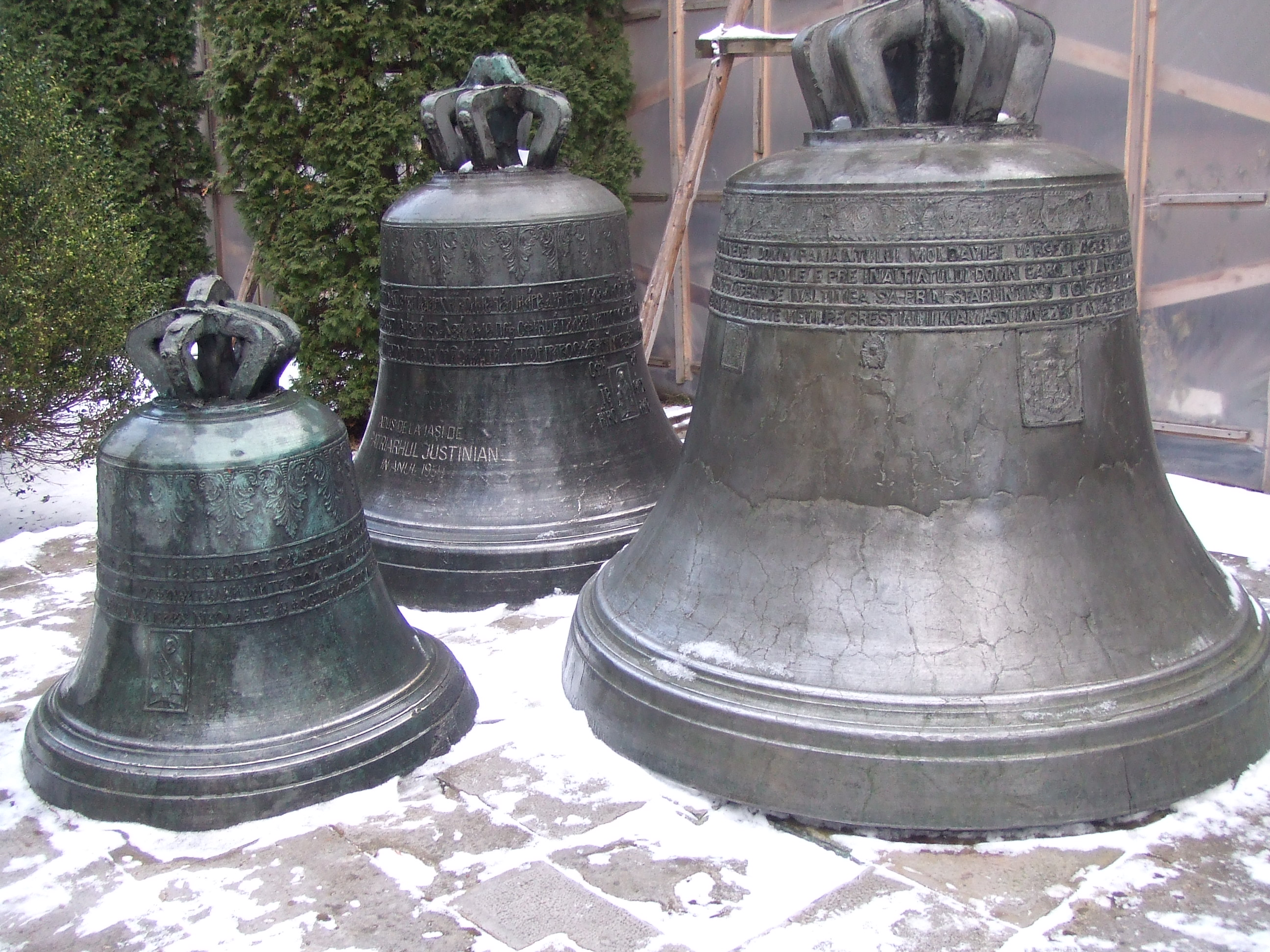
Clopote-Biserica Trei Ierarhi
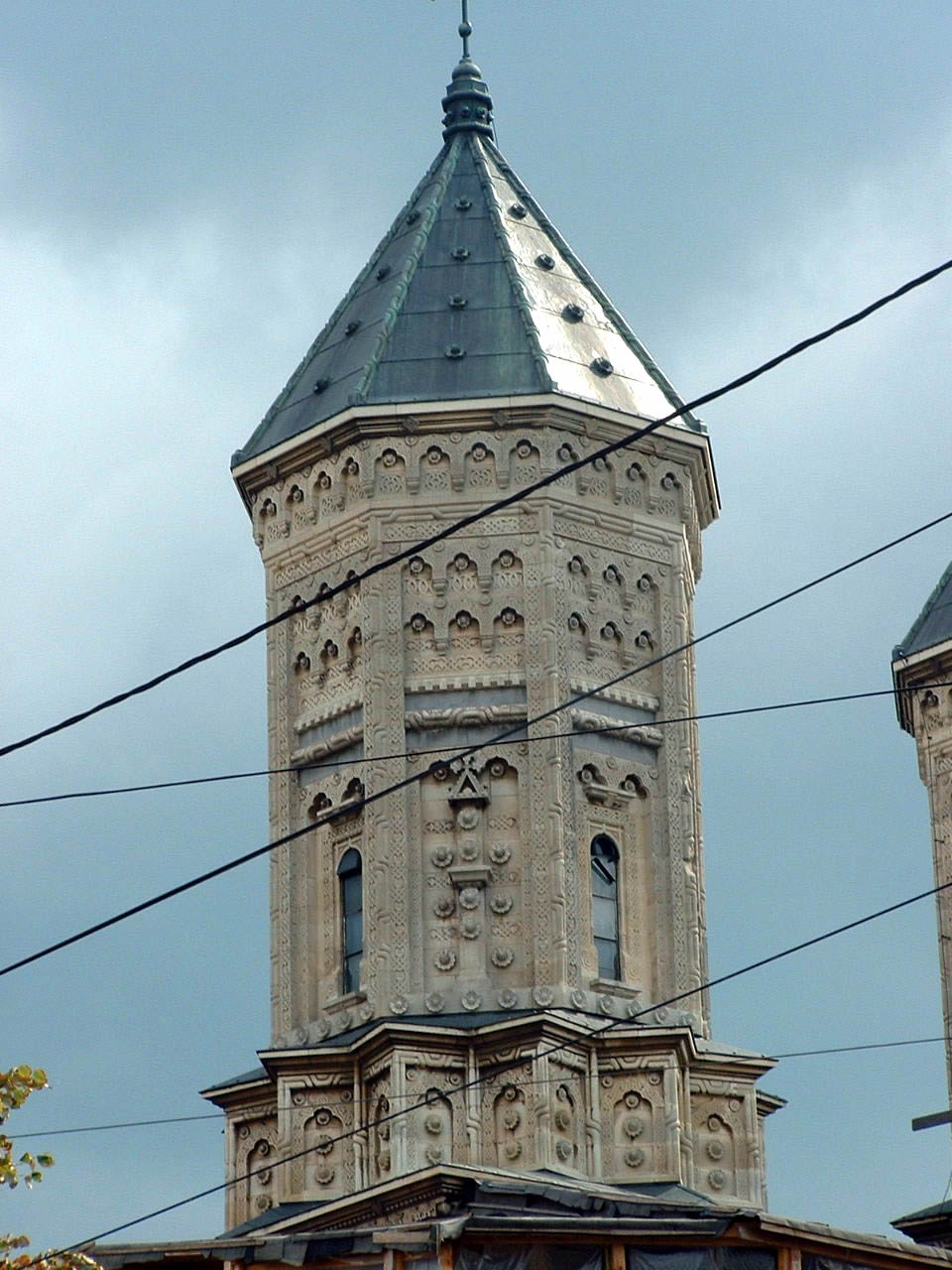
Turn al bisericii
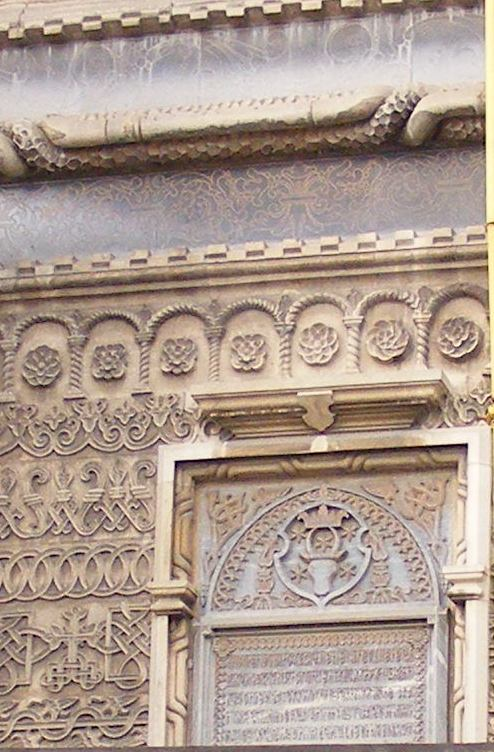
Pisania bisericii "Trei Ierarhi" și detalii de sculptură exterioară (2009)
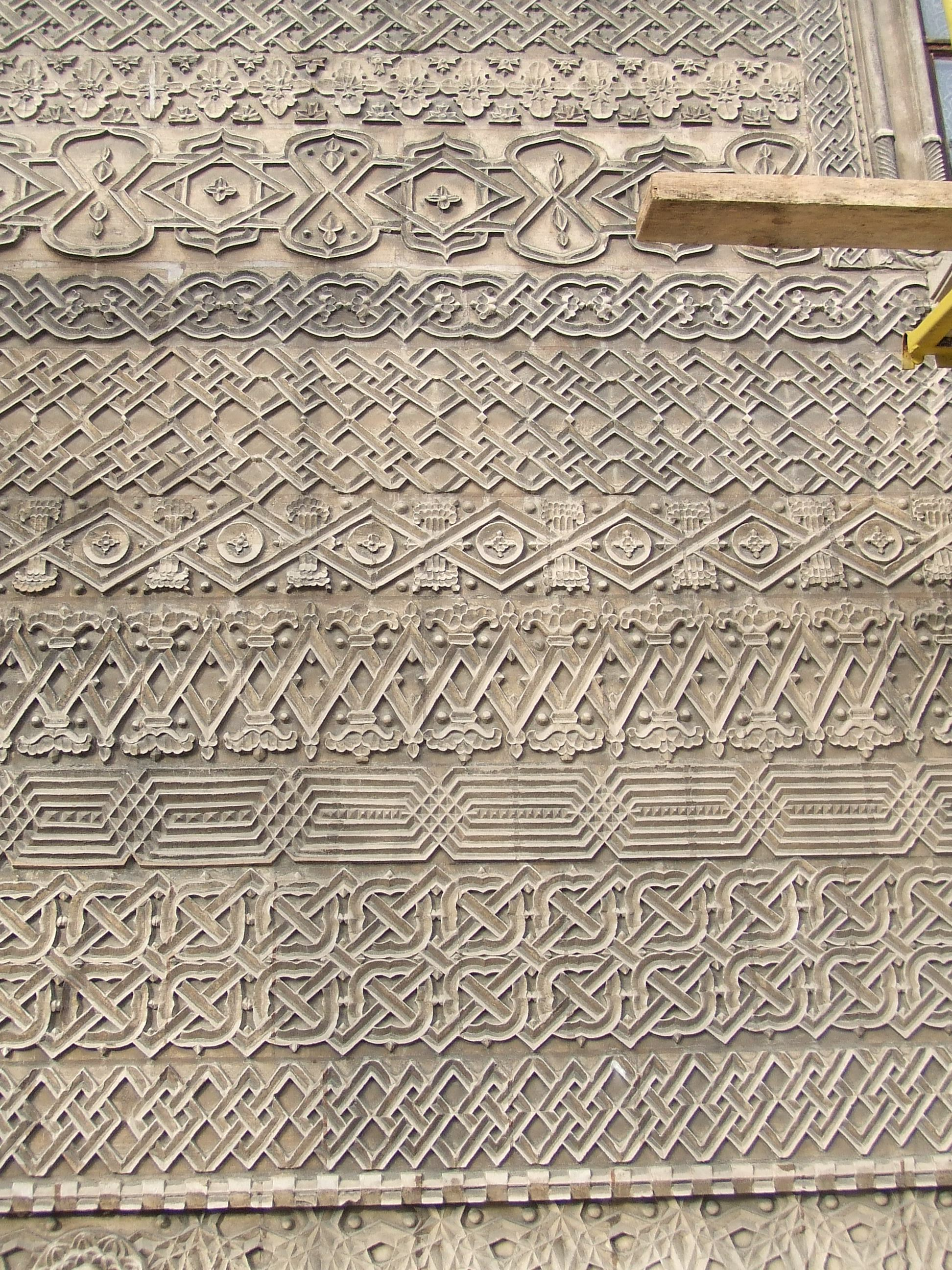
Sculptura exterioară
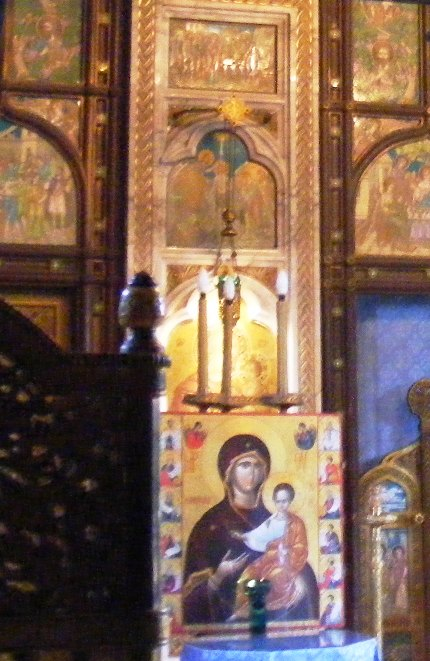
Fragment din catapeteasmă
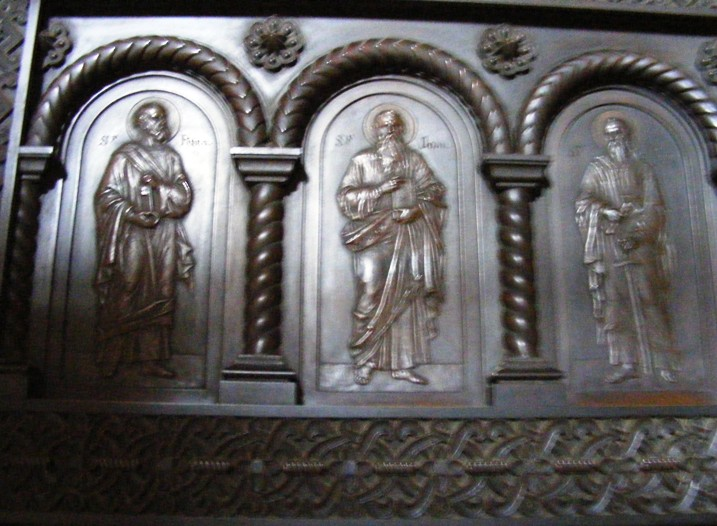
cei trei ierarhi - sculptura pe usa bisericii